# Takashi Fukunishi
 (mai 2025).
Si vous disposez d'ouvrages ou d'articles de référence ou si vous connaissez des sites web de qualité traitant du thème abordé ici, merci de compléter l'article en donnant les références utiles à sa vérifiabilité et en les liant à la section « Notes et références ».
Takashi Fukunishi (福西 崇史, Fukunishi Takashi) est un footballeur japonais né le 1er septembre 1976 à Niihama (Ehime).
Il commence sa formation en tant qu'attaquant, puis redescend pour devenir milieu de terrain défensif, mais reste néanmoins un joueur polyvalent.

## International
- Coupe d'Asie des nations :
  - Vainqueur en 2004 ( Japon).
- 64 sélections en équipe nationale (7 buts) entre 1999 et 2006.
- Il participe à la coupe du monde de football 2006 avec le Japon.

## Palmarès
- Ligue des Champions de l'AFC
  - Vainqueur : 1999 (Júbilo Iwata)
  - Finaliste : 2000 et 2001 (Júbilo Iwata)
- Championnat du Japon de football :
  - Champion : 1997, 1999 et 2002 (Júbilo Iwata)
  - Vice-champion : 1998, 2001 et 2003 (Júbilo Iwata)
- Coupe du Japon de football :
  - Vainqueur : 2003 (Júbilo Iwata)
  - Finaliste : 2004 (Júbilo Iwata)
- Coupe de la ligue du Japon :
  - Vainqueur : 1998 (Júbilo Iwata)
  - Finaliste : 1994, 1997 et 2001 (Júbilo Iwata)
- Supercoupe du Japon :
  - Vainqueur en 2000, 2003 et 2004 (Júbilo Iwata)
  - Finaliste en 1998 (Júbilo Iwata)
- J. League Best Eleven : 1999, 2001, 2002, 2003